# Здание четвёртой парусной мастерской
Здание четвёртой парусной мастерской — памятник архитектуры, расположенный в Кронштадте, современный адрес дома — Якорная площадь, 2В.
Как и другие здания в комплексе Адмиралтейства, было построено в 1783—1798 годы по проектам В. И. Баженова и М. Н. Ветошникова (в 1977 году возможным автором называли Чарлза Камерона как главного архитектора Адмиралтейства, указывался 1806 год постройки). Как и прочие здания Адмиралтейства, это кирпичный неоштукатуренный дом.
В 1826—1836 годах мастерскую перестроили для Артиллерийских офицерских классов.
На втором этаже здания сделаны полукруглые окна с белыми штукатурными наличниками. Южный торец выходит к обрыву над бассейном Петровского дока, северный фасад — глухая полуротонда с вестибюлем и полукруглыми лестницами, в этой же части здания возведена кирпичная башня, причём во время Великой Отечественной войны у неё была сделана деревянная пристройка, позже разобранная.
После 1917 года здание продолжили использовать краснофлотцы Школы оружия Краснознаменного Балтийского флота, в нём проводилась дополнительная подготовка выпускников Артиллерийских училищ других флотов.